# Porcelana Kutani

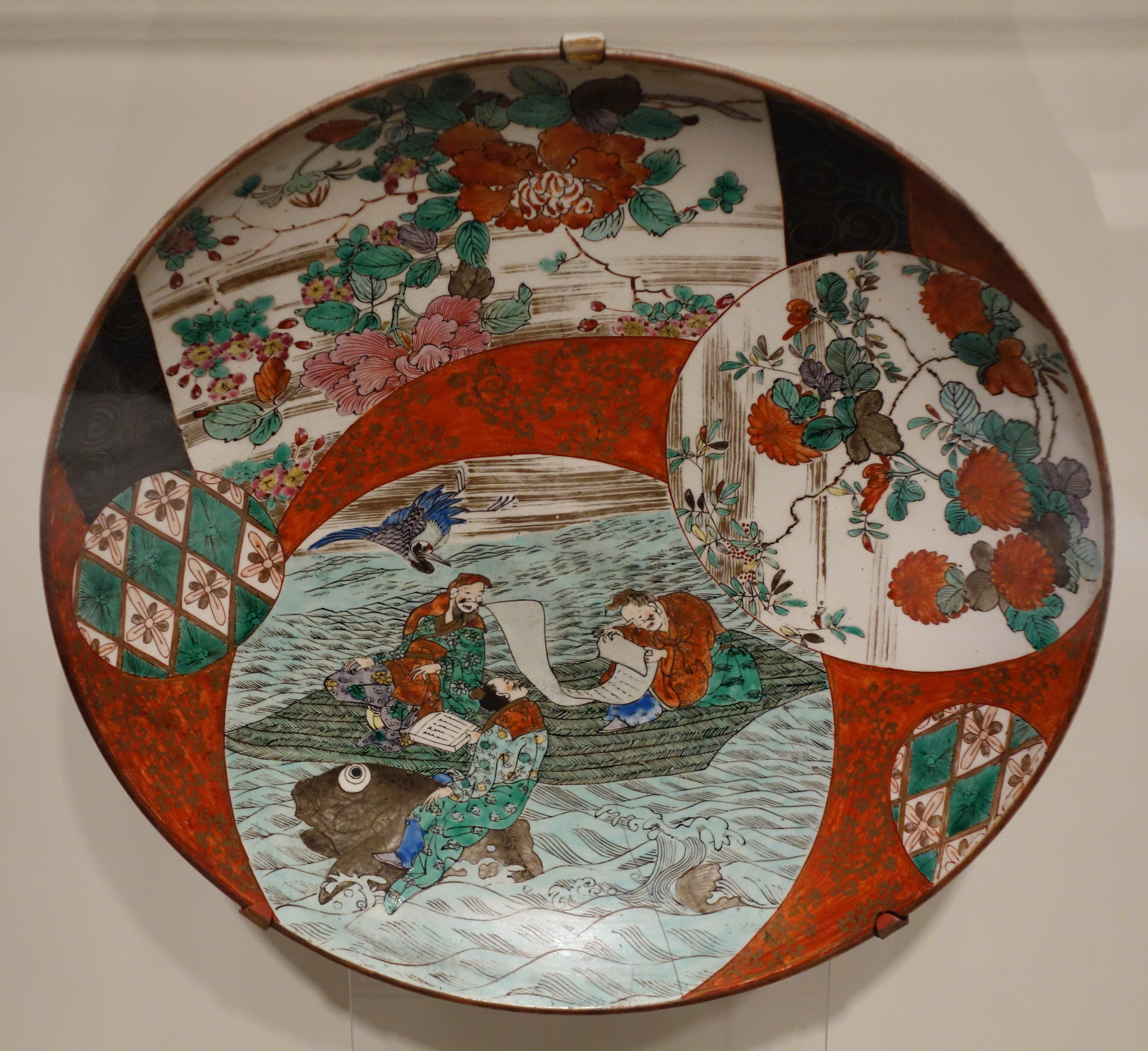
Li Bo monta uma carpa, trabalho do século XIX

Porcelana Kutani (九谷焼 Kutani-yaki) é um estilo de porcelana japonesa tradicionalmente suposto ser de Kutani, agora uma parte de Kaga, Ishikawa, na antiga província de Kaga.

## História

### Ko-Kutani
O termo kutani significa "Nove Vales". A primeira menção foi em 1655 durante a era Meireki. Segundo a tradição, as pedras aptas para a fabricação de porcelana foram encontradas nas minas Kutani do clã Daishoji. Gotō Saijirō, um membro do clã Maeda, foi enviado por ordens do Lordw Toshiharu Maeda do domínio Kaga para Arita na província de Hizen para aprender a fazer porcelana. Ele montou um forno na aldeia de Kutani. Os senhores do domínio Kaga tornaram-se grandes patronos de Kutani. As porcelanas deste período inicial são especificamente chamadas de Kutani (古九谷 ko-Kutani) e são muito raras. Ko-Kutani teve popularidade nas décadas seguintes após 1655. Os estilos do Kutani antigo eram Aote (青手), que usava tons de verde profundos, amarelo, azul escuro e roxo, e de Iroe (色絵), que usava as cores vermelho, verde, roxo, azul escuro e amarelo. Arita, no entanto, também produziu um número de estilos ko-Kutani, assim como o estilo Kakiemon.
A produção se encerrou de repente em 1730. As razões deste encerramento são debatidas, as teorias apresentadas incluem que o fornecimento dos pigmentos necessários para a vitrificação tornou-se mais difícil de se encontrar, ou que surgiram dificuldades financeiras.
Galeria Ko-kutani

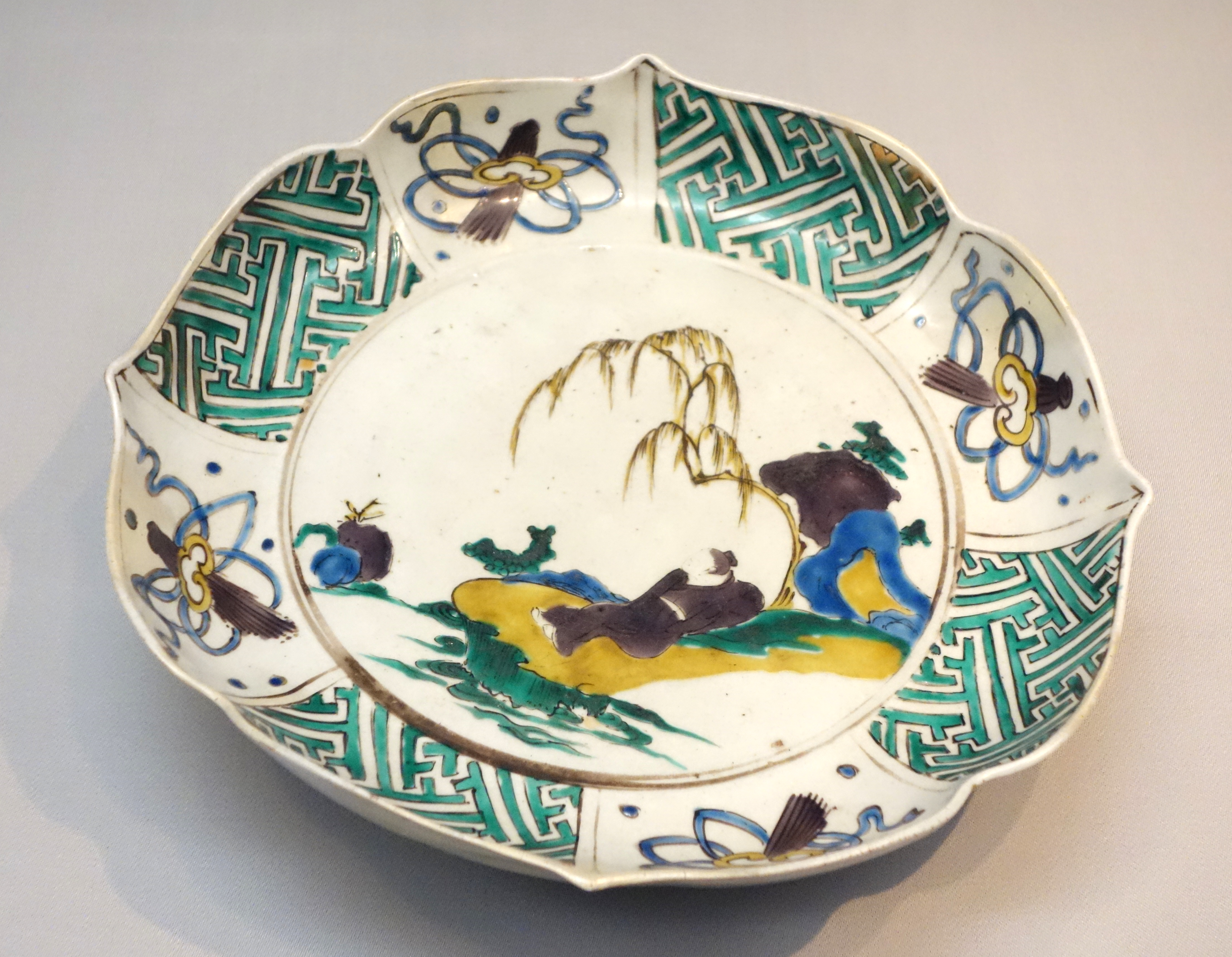
Prato grande, tipo gosai, com paisagem no centro, período Edo, século XVII
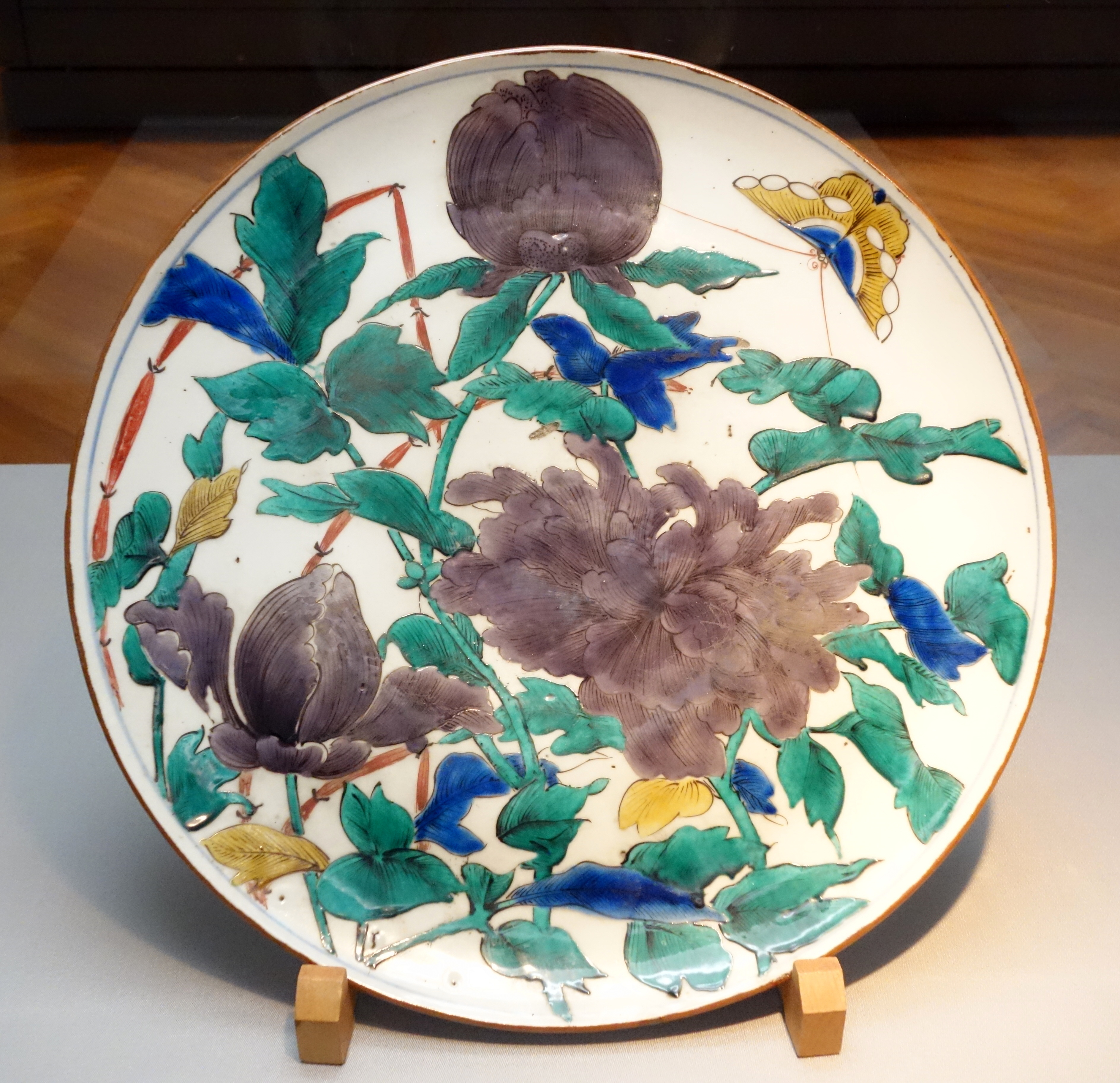
Prato grande, tipo gosai, com borboletas e peônias, período Edo, século XVII
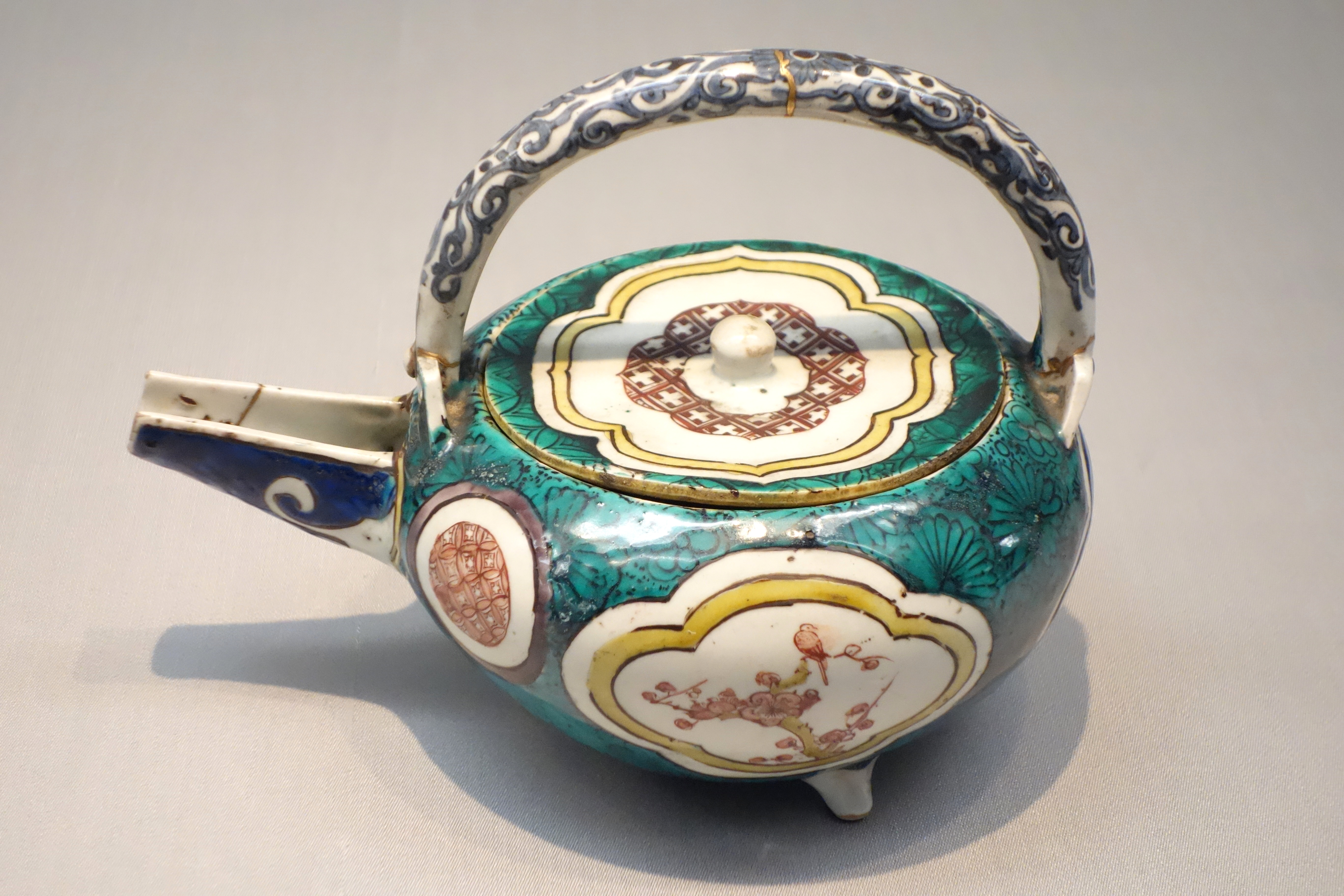
Ko-Kutani (Kutani antigo) de cinco cores tipo iroe, bule para saquê, período Edo, século XVII
Prato grande, tipo gosai, com peônias, período Edo, século XVII

## Saikō-Kutani
Em 1804, respectivamente, 1810, a produção foi restabelecida com a ajuda de vários kamamoto, ou oleiros de produção. Novas técnicas de pintura sobre esmalte de vários kamamotos foram infundidas no desenvolvimento do que se tornou conhecido como Kutani revisto (再興九谷 saikō-Kutani). No século XIX o estilo mudou para desenhos mais vermelhos o aka-e (赤絵), com motivos bastante intrincados. A técnica com ouro é chamada kinran-de (金襴手) e a combinação das técnicas se chamou aka-e kinran-de (赤絵 金襴手).
Uma das primeiras exposições importantes no exterior foi em 1873 na Exposição Universal de Viena, onde exibiu-se peças kinran-de. Isso ajudou a espalhar sua popularidade e contribuiu para o crescimento das exportações para a Europa. O estilo de produzir Kutani foi nomeado um ofício tradicional em 1975. Existem agora várias centenas de empresas que produzem procelana Kutani.
Muitos artistas hoje estão localizados em Komatsu, Ishikawa e Terai. Os artistas mais conhecidos são Tatsuya Mitsui, Buzan Fukushima, especialista em aka-e, Takayama Kazuo (1947) e Akaji Ken (em 1938) que trabalham no estilo tradicional e Tojiro Kitade e Fujio Kitade que trabalham no Movimento moderno. Tokuda Yasokichi III (1933-2009) foi designado Tesouro Nacional Vivo por seu trabalho de esmalte em ao-de ko-Kutani. Yoshida Minori (1932) é um mestre da terceira geração e especializa-se na técnica do yūri-kinsai e foi designado igualmente um Tesouro Nacional Vivo. Asakura Isokichi II (1913-1998) também foi renomado e recebeu a Ordem da Cultura em 1996.
Além de produtos tradicionais como chawan, artistas Kutani também ramificaram-se nos últimos tempos para produzir itens como calçados de cores vivas e acessórios como drives USB.

## Características
A porcelana Kutani é marcada por cores vivas e cores escuras, é teorizado que os longos, duros e cinzentos invernos da região Hokuriku levou a um desejo entre as pessoas que vivem lá para que a cerâmica mostrasse cores fortes e ousadas. O clássico estilo de cinco cores é conhecido como gosai-de (五彩手) que inclui verde, azul, amarelo, roxo e vermelho. Os desenhos são destacados e retratam normalmente paisagens, a beleza da natureza e pessoas, cobrindo a maioria da superfície da peça.
Seis diferentes técnicas de esmalte dominam a forma revista de Kutani:
- Mokubei, influenciados pelos chineses[20]
- Yoshidaya é marcado pelas cores verde, amarelo, roxo e azul escuro como base[20]
- Eiraku contrasta com o estilo Yoshidaya, com seus revestimentos simplistas de ouro na primeira camada de cor vermelha[9][20]
- Iidaya oue Hachirode, Rompe com o estilo convencional de Kutani com temas naturais, com pinturas minuciosas de figuras humanas em um fundo de mistura de aka-e kinran-de  e vermelho-dourado[20][21]
- Shoza é uma mistura de todas as quatro técnicas de esmalte[9][20]